# Сухулец
Сухулец (рум. Suhuleț) — село у повіті Ясси в Румунії. Входить до складу комуни Танса.
Село розташоване на відстані 288 км на північ від Бухареста, 37 км на південний захід від Ясс.

## Населення
За даними перепису населення 2002 року у селі проживали 1367 осіб, усі — румуни. Усі жителі села рідною мовою назвали румунську.